# 케이브 앤드 베이슨 국립사적지

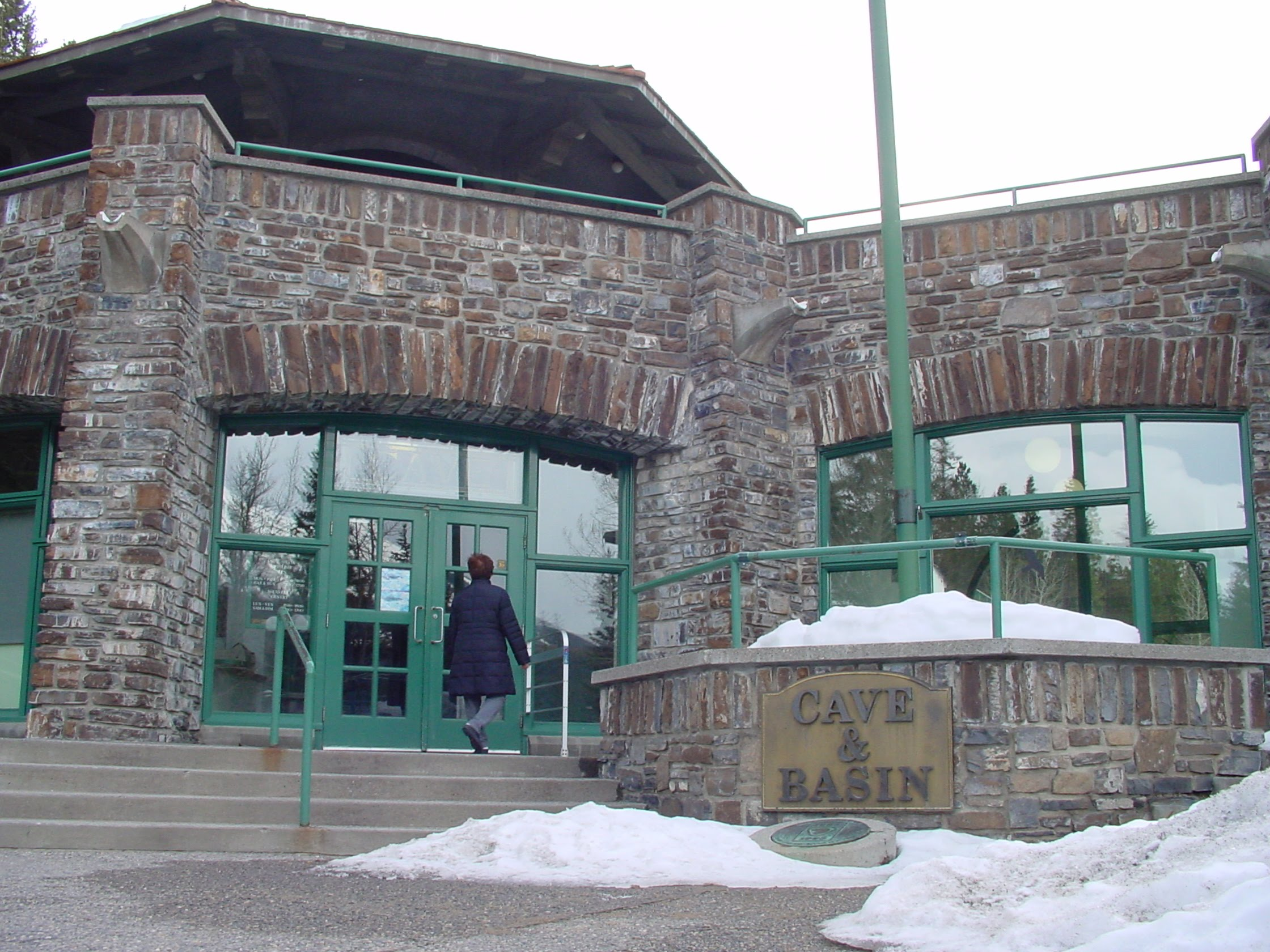
Cave and Basin (동굴과 온천) 건물 입구.

케이브 앤드 베이슨 캐나다 국립 사적지는 캐나다 로키산맥 내에 있는 앨버타 주 밴프 타운에 위치하고 있으며, 캐나다 최초의 국립 공원인 밴프 국립공원이 조성된 천연 온천이 있는 곳이다. (이후 아래에서 Cave는 동굴, Basin은 온천으로 번역 될 수 있다. Basin의 경우 강의 유역이나, 움푹 파인 분지, 또는 물웅덩이 등으로 번역이 가능하나, 이 글에서는 동굴내 온천물이 모인 물웅덩이로 간주한다.)

## 지질학 및 설정

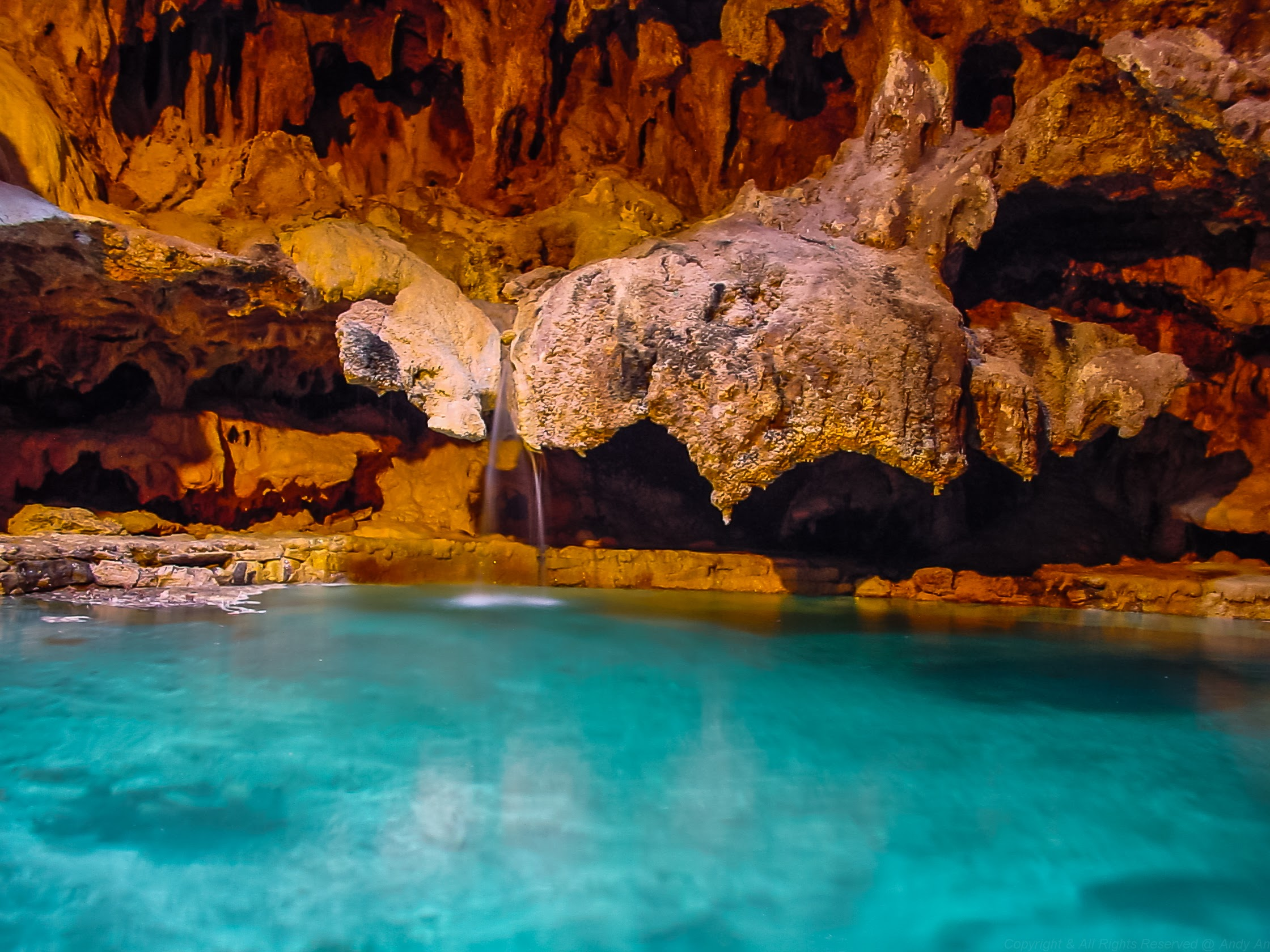
Cave and Basin의 동굴 온천

Cave and Basin은 밴프 국립공원에 위치한 설퍼 산 (Sulphur, 설퍼, 유황)의 북동쪽 측면에 세 그룹으로 모여 있는 9개의 유황 온천 중 가장 낮은 곳에 위치한 온천이다. 밴프의 모든 온천은 데본기 석회암 층 아래인 설퍼 산의 충상단층을 따라 위치해 있다.
온천수는 지하 약 3km 깊이에서 지열로 가열 된다. Cave and Basin은 그룹의 사람들을 편안하게 수용할 수 있을 만큼 충분히 큰 유일한 동굴이다.

## 역사

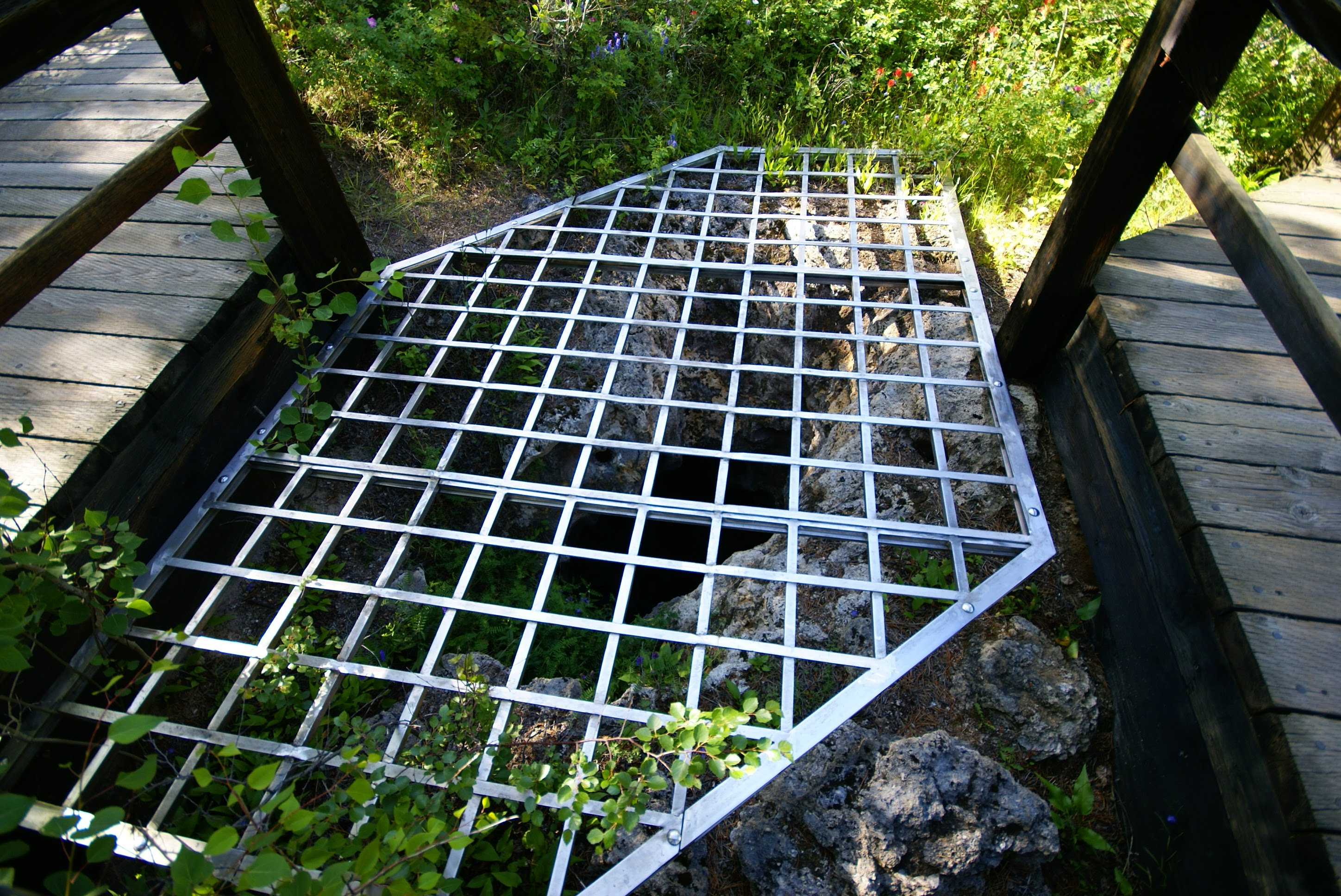
동굴 천정의 구멍, 외부에서 본 모습

이 지역의 인간 거주지는 마지막 대빙하가 후퇴한 기원전 10,700년까지 거슬러 올라갈 수 있으며, 이 온천이 인간의 눈에 띄지 않았을 가능성은 거의 없다.
이 온천에 대한 최초의 기록은 1859년 팰라이저 원정대 의 제임스 헥터 에 의해 기록되었으며, 1875년에 Cave and Basin 사이트를 발견한 Joe Healey가 1874년에 기록했다.
그러나 Cave and Basin에 전국적인 관심을 불러일으킨 사람은 Canadian Pacific Railway 직원인 William McCardell과 Frank McCabe였다. 1883년 그들은 동굴 천정의 구멍을 통해 쓰러진 나무를 사용하여 동굴로 내려갔고, 이듬해에는 Cave and Basin 부지를 상업화 할 목적으로 근처에 작은 오두막을 지었다. 하지만 이들과 상반되는 의견을 가진 이들의 반발은 John A. Macdonald 가 이끄는 캐나다 정부의 개입을 촉발 시켰고, 1885년 의회 명령으로 동굴과 온천 주변 10 제곱마일 (26 km2)를 밴프 온천 보호 구역으로 지정했고, 이것이 캐나다 국립공원 시스템의 기원이었다.

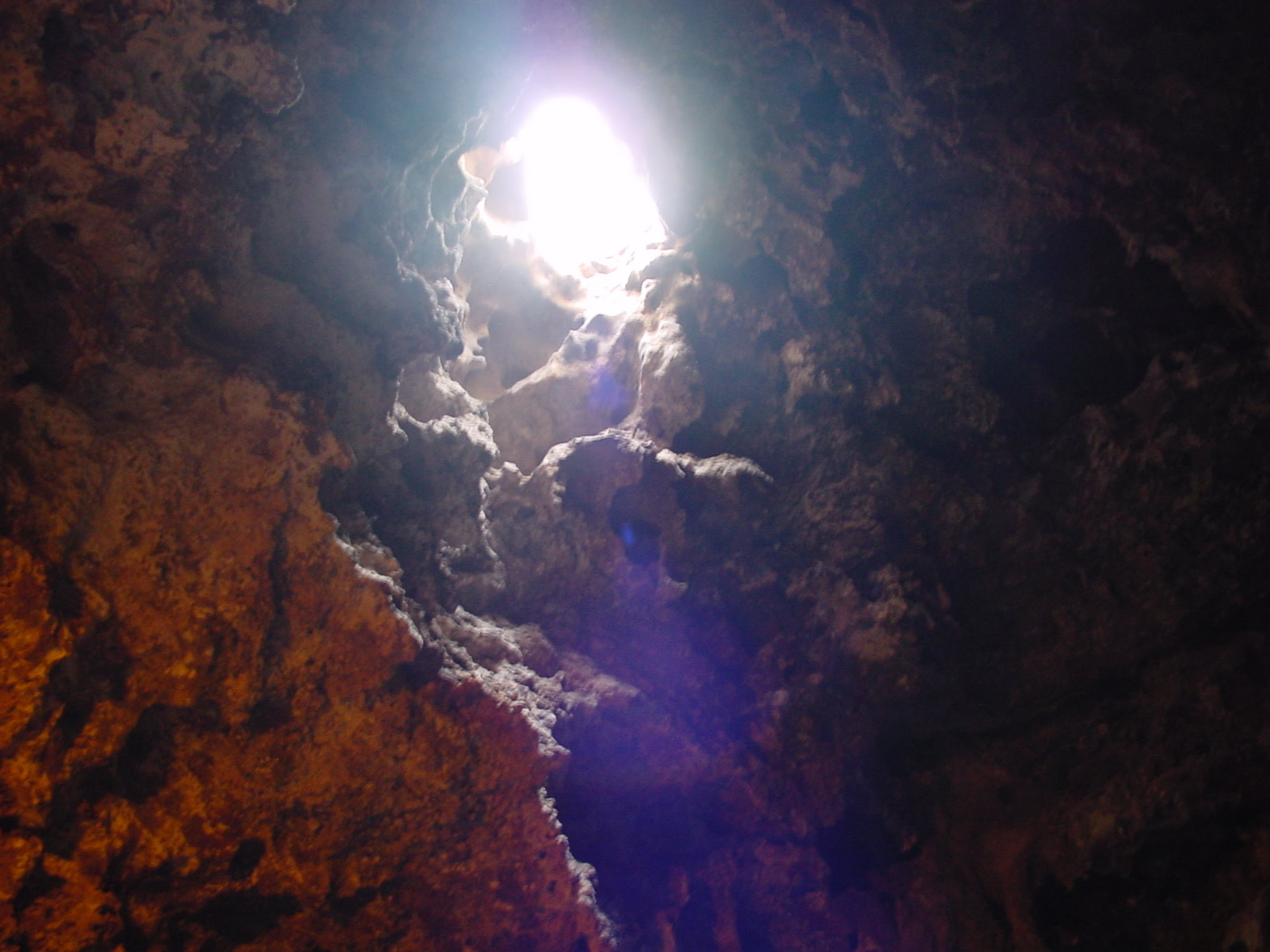
동굴 천정의 구멍, 내부에서 본 모습

1886년에는 관광객들의 방문을 돕기 위해 동굴과 온천으로 인공 터널이 만들어졌다. 1912년 케이브 앤드 베이슨(Cave and Basin) 지역의 병에 든 생수가 치유력이 있다는 이유로 판매되었다. 1914년에 자연 온수 수영장이 대중에게 공개되었으며 1994년까지 계속 운영되었다.
1981년 케이브 앤 베이슨은 공식적으로 국립 사적지로 지정 되었다. 캐나다의 국립공원 시스템은 1985년에 케이브 앤 베이슨 주변에 최초의 보호 구역을 설립한 시의회 명령을 기념하여 100주년을 기념했다. 같은 해 8월 20일, 에딘버러 공작이자 캐나다 여왕의 배우자인 필립 왕자는 국립사적지 명판을 공개했다.
2013년 9월 13일, 남부 앨버타 전역의 광범위한 홍수로 인해 3개월 연기된, 캐나다 최초의 국가 억류 작전에 대한 상설 전시가 당시 고용/사회 개발 알버타주 장관 겸 다문화주의 알버타주 장관 이였던 제이슨 케니 의 연설과 함께 케이브 앤 베이슨 (Cave and Basin) 현장에서 열렸다.

## 시설

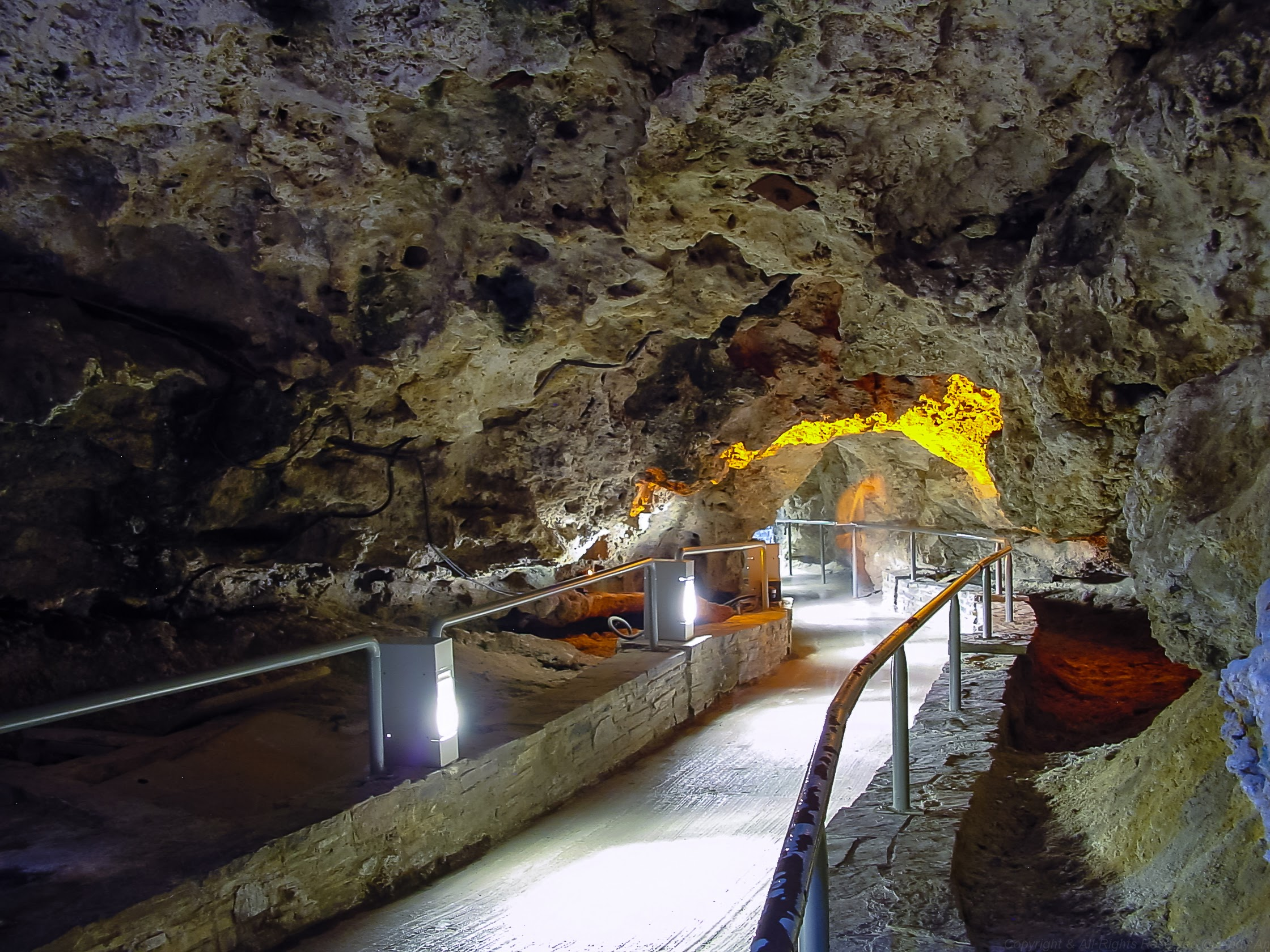
동굴로 이어지는 인공 터널

건설된 시설에는 자연 동굴로 이어지는 인공 터널, 원래 1887년 목욕탕의 복제품, 복원된 1916년 수영장 및 구조물, 해설 전시, 하이킹 및 스노우슈 트레일이 포함된다. 부지의 첫 번째 구조물인 1887년 목욕탕은 1902년에 부적합한 것으로 판명되었고 1904년에 새로운 수영장이 건설되었다. 석조 목욕탕은 건축가 Walter S. Painter 가 설계하여 1914년에 완공되었다. 수영장은 1975년에 폐쇄되었고 1985년에 복원되었으며 1992년에 다시 폐쇄되었다. 현재는 Cave and Bain 자료관이 이 건물을 사용한다. Banff Upper Hot Springs는 Cave and Basin에서 남동쪽으로 약 5 킬로미터 (3 mi) 떨어져 있는 별도의 시설이다.
초기 구조물의 대부분은 인근에 위치한 제1차 세계 대전 우크라이나계 캐나다인 수용소에 수감된 수감자들에 의해 지어졌다. 수용소는 당시 캐나다와 전쟁 중이던 국가의 시민들을 수용했으며 중요한 우크라이나 파견대가 있었다.

## 환경

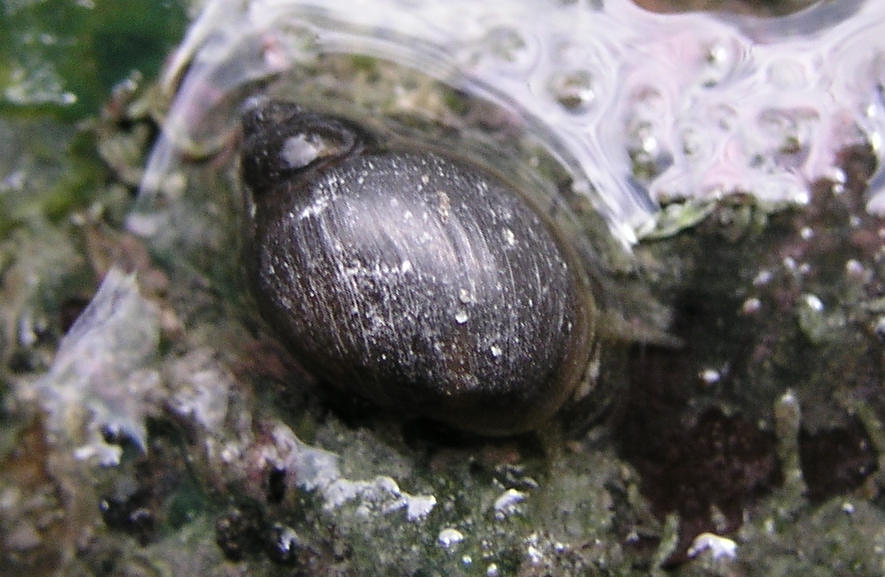
밴프 달팽이, 약 3–5 mm.

거의 모든 섬세한 동굴 형성물은 '발견' 직후 동굴과 분지에서 제거되었다. 당시 캘거리 헤럴드 의 기사에 따르면 인공 터널 건설은 1887년에도 논란이 되었다. 1924년 모기를 통제하기 위해 서양 모기 고기를 (모기 유충을 잡아 먹는 송사리) 온천에 도입했다. 지역 수족관 애호가들에 의해 하층 온천에 불법적으로 도입된 열대어가 밴프 롱노우즈 데이스 의 멸종에 기여했을 수 있다. 케이브 앤 베이슨(Cave and Basin) 온천은 밴프 스프링스 달팽이(Banff Springs snail)의 서식지로도 유명하며, 2000년 캐나다 멸종 위기에 처한 야생동물 현황 위원회(Committee on the Status of Endangered Wildlife in Canada) 에서 멸종 위기에 처한 종 으로 분류되었다.

## 갤러리
- 캐나다 로키 산맥의 동굴과 컬럼비아 산맥 J 롤린스, 로키 마운틴 북스, 2004
- 밴프 국립공원의 설퍼산 온천의 물리화학적 특성과 멸종 위기에 처한 달팽이 Stephen E. Grasby 및 Dwayne AW Lepitzki, 2002, NRC Canada